# Phi Cassiopeiae
Phi Cassiopeiae (34 Cassiopeiae) é uma estrela na direção da constelação de Cassiopeia. Possui uma ascensão reta de 01h 20m 04.92s e uma declinação de +58° 13′ 53.8″. Sua magnitude aparente é igual a 4.95. Considerando sua distância de 2329 anos-luz em relação à Terra, sua magnitude absoluta é igual a −4.32. Pertence à classe espectral F0Ia. É uma estrela que não pertence ao aglomerado aberto NGC 457, embora situe-se na mesma direção.